# Sunset Park (banda sonora)
Sunset Park es la banda sonora oficial de la película Sunset Park de 1996.

## Lista de canciones
1. "High 'Til I Die" - 2Pac
2. "Motherless Child" - Ghostface Killah con Raekwon
3. "Just Doggin" - Tha Dogg Pound
4. "Back at You" - Mobb Deep
5. "Are You Ready" - Aaliyah
6. "It's Alright" - Groove Theory
7. "Elements I'm Among" - Queen Latifah
8. "Keep on, Keepin' On" - MC Lyte con Xscape
9. "Hoop N Yo Face" -  Sixty Nine Boyz con Quad City DJ's
10. "For the Funk" - Adina Howard
11. "We Don't Need It" - Junior M.A.F.I.A.
12. "All Uv It" - Big Mike
13. "Thangz Changed" - Onyx
14. "Shorty's Game [*]" - Miles Goodman

## Posiciones en lista

### Álbum
| Lista (1996)           | Posición máxima |
| ---------------------- | --------------- |
| Billboard 200          | #4              |
| Top R&B/Hip Hop Albums | #1              |

### Sencillos
| Año  | Canciones             | U.S. Hot 100 | U.S. R&B | U.S. R&B Airplay | U.S. Rap |
| ---- | --------------------- | ------------ | -------- | ---------------- | -------- |
| 1996 | "Hoop N Yo Face"      | #95          | #62      | #62              | #19      |
| 1996 | "Keep On, Keepin' On" | #10          | #3       |                  |          |
| 1996 | "Are You Ready"       |              |          | #42              |          |